# Pablo Gavilán
Pablo Gavilán (Asunción, Paraguay, 18 de junio de 1989) es un futbolista paraguayo. Juega de arquero y su equipo actual es el Club Sportivo Trinidense de la Primera División de Paraguay, a préstamo desde Club Cerro Porteño

## Clubes
| Club             | País     | Año         |
| ---------------- | -------- | ----------- |
| Cerro Porteño    | Paraguay | 2011 - 2014 |
| Santaní          | Paraguay | 2015 - 2016 |
| Cerro Porteño    | Paraguay | 2016        |
| Independiente CG | Paraguay | 2017 -      |
| Club River Plate | Paraguay | 2019 - 2020 |
| Sportivo Luqueño | Paraguay | 2021        |

|-
|Club Sportivo Trinidense 
| Paraguay 
|2022-actualidad
|}